# ウォルフ・ライエ星
ウォルフ・ライエ星（ウォルフ・ライエせい、WR星、WR型星、WR star、Wolf-Rayet star）は、電離されたヘリウムや高階電離された炭素、酸素、窒素の幅の広い輝線を示す特殊なスペクトルを持つ青色巨星。右のHR図上では最も左上の領域（「WR型星」）を占め、表面温度は30,000 ケルビン (K) から100,000 K、光度は太陽の3万倍から100万倍にも達する。1867年に初めてこの種の恒星の存在を発見したフランスのシャルル・ウォルフとジョルジュ・ライエ にちなんで名付けられた。
誕生時の質量が25太陽質量 (M☉) 以上の恒星は、その進化の途上ですべてウォルフ・ライエ星の段階を経て、Ib・Ic型の超新星爆発でその生涯を終えると考えられている。
肉眼で見える恒星では、ほ座γ2星（1.83等）とはえ座θ星（5.53等）がウォルフ・ライエ星に分類されている。また、既知の恒星で最大級の質量を持つとされるタランチュラ星雲のR136a1もウォルフ・ライエ星である。

## 概要

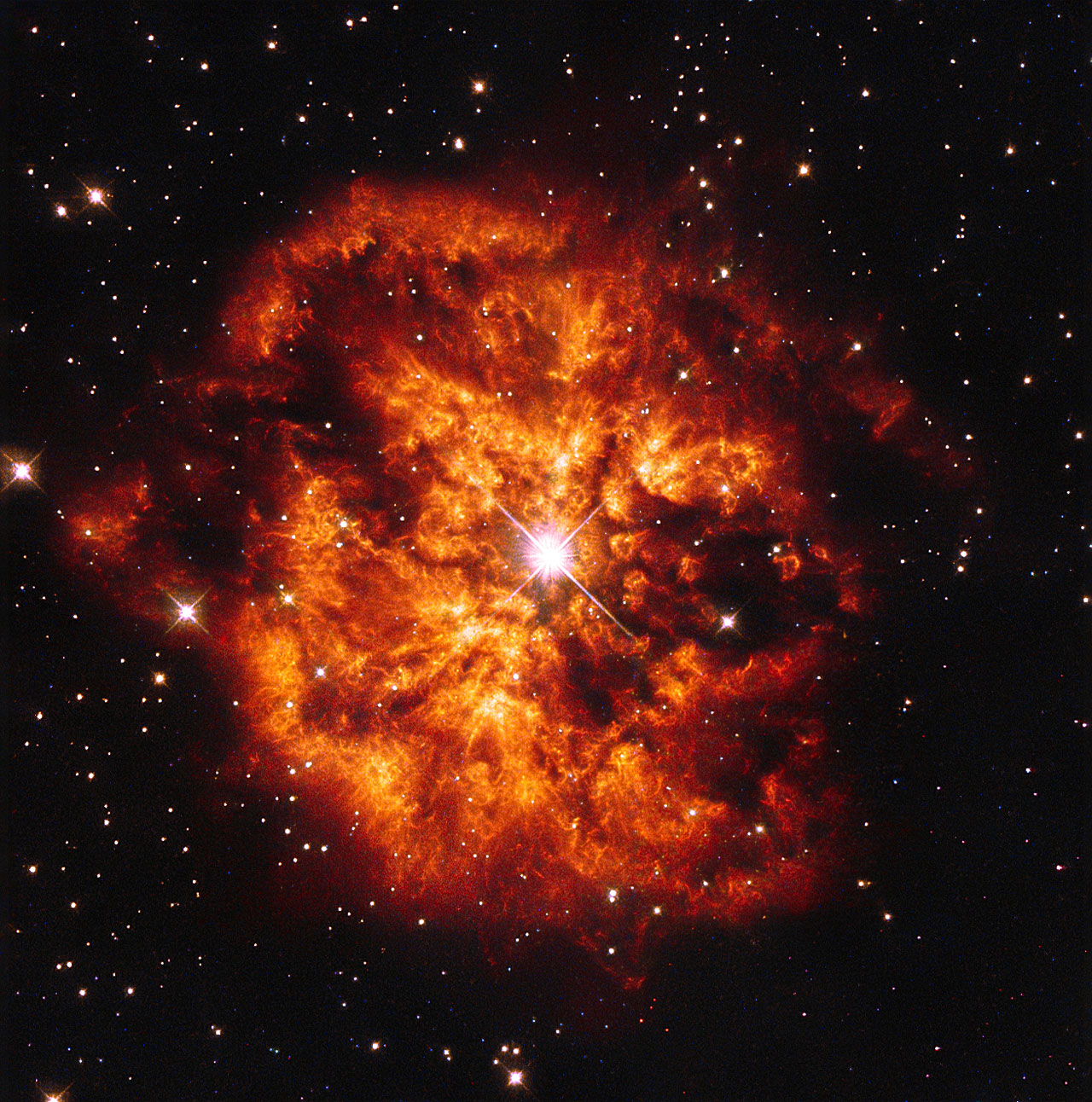
ハッブル宇宙望遠鏡が撮影した、ウォルフ・ライエ星WR 124と周囲を取り巻く星雲 M1-67 。

恒星の中心核の水素がすべてヘリウムへと変換され、水素殻燃焼とヘリウム燃焼の段階に入ると、主系列から外れて外層の膨張が始まる。低質量星では膨張につれて表面が低温になるため赤色巨星となるが、初期質量が40M☉を超えるような大質量星では恒星風が強いため、膨張の過程で重力による束縛が振り切られ、水素に富んだ外層が吹き飛ばされ失われてしまう。そのため高温の内部が露出して青色巨星となる。これが、ウォルフ・ライエ星である。吹きとばされたガスが星の周囲に散光星雲として輝いていることもある。
スペクトル中に水素の線が無いという特徴は、水素の外層を失っていることによる。また、ヘリウムや炭素、窒素の幅の広い輝線は、恒星風によって吹き飛ばされている電離したこれらの原子を含むガスから発せられる輝線が、ガスの運動速度が非常に大きいためにドップラー効果によって幅が広がっているものとして説明される。高光度青色変光星 (LBV) と同様に、ウォルフ・ライエ星の輝線には短波長側に幅の広い吸収線が存在する「P Cyg プロファイル」と呼ばれる特徴を持つものが多い。これは、観測者側方向の恒星風領域によって吸収される波長がドップラー効果によって本来の波長よりも短くなることによって起こされるもので、強力な恒星風と星周物質の存在を示唆している。このドップラーシフトから計測されるガスの速度は毎秒1,000 キロメートルにも達する。
ウォルフ・ライエ星は、そのスペクトル中の輝線の現れ方により、ヘリウムと窒素の輝線が強い WN型、ヘリウムと炭素の輝線が強いWC型、WC型の特徴に加えて酸素の輝線が強いWO型に分類される。水素の外層が失われたことで、CNOサイクルで作られた重元素が観測されるようになったものがWN型、さらに外層が吹き飛ばされてヘリウム燃焼層が直接見られるようになったものが WC型やWO型と考えられている。
ウォルフ・ライエ星は、大質量星の一生の末期の姿であり、最期は超新星爆発を起こすものと考えられている。水素の外層を持たないウォルフ・ライエ星の起こす超新星爆発は、スペクトルに水素の吸収線がないIb型かIc型で、ヘリウムの外層が残っているWN型やWC型が起こす超新星爆発はIb型、ヘリウムの外層がほとんど残っていないWO型はIc型の超新星爆発を起こすと考えられている。
既知のウォルフ・ライエ星の6割は連星系を成しており、伴星のほとんどがO型星またはB型星である。単独星のウォルフ・ライエ星のX線光度は可視光光度の1000万分の1程度であるのに対して、連星系では1000分の1にも達するものがある。これは、ウォルフ・ライエ星と伴星の恒星風が衝突することで発生する衝撃波によってX線が放出されているものと考えられている。

## 観測史

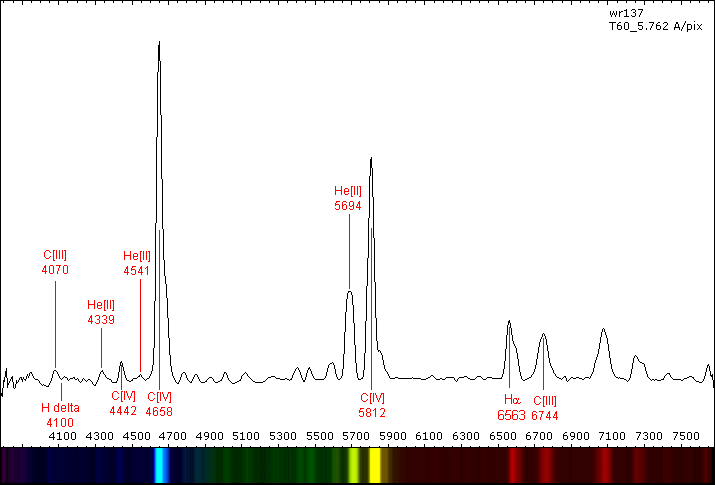
WR 137のスペクトル。横軸は波長（単位はÅ)。WR 137は、WC7に分類される、最初にウォルフ・ライエ星に分類された3つの恒星の1つである。

1867年、シャルル・ウォルフとジョルジュ・ライエは、パリ天文台での観測中に、はくちょう座の領域にあるHD 191765、HD 192103、HD 192641の3つの星のスペクトル中に、連続スペクトルとは異なる、幅の広い輝線の帯があることを発見した。ほとんどの天体は、特定の周波数で光エネルギーを吸収する元素に覆われているため、そのスペクトル中に吸収線または吸収帯を持つだけであり、幅の広い輝線の帯を持つこれらの星は明らかに特異な天体であった。
ウォルフ・ライエ星のスペクトル中の輝線帯の性質は、その後数十年間謎のままであった。エドワード・ピッカリングは、この輝線は水素の異常な状態に起因するものとして理論化し、この「ピッカリング系列」の輝線は半整数の量子数が置換されたときのバルマー系列に似たパターンをたどっていることがわかった。後に、これらの線は1868年に発見されたヘリウムの存在に起因することが示された。ピッカリングは、ウォルフ・ライエ星のスペクトルと星雲のスペクトルの類似性に着目し、ウォルフ・ライエ星の一部または全てが惑星状星雲の中心星 (CSPNe, center stars of planetary nebulae) であるという結論に至った。
1929年までに、輝線帯の幅はドップラー効果によるものであり、従ってこれらの星を取り囲むガスが視線方向に300 - 2,400キロメートル毎秒の速度で移動しているに違いないと考えられていた。結論は、ウォルフ・ライエ星は絶えずガスを宇宙空間に放出しており、星雲状ガスのエンベロープの膨張を引き起こしているということであった。観測された高速のガス放出を生み出す原動力は、恒星の放射圧である。ウォルフ・ライエ星型のスペクトルを持つ星の多くがCSPNeであることはよく知られていたが、明らかな惑星状星雲やその他の目に見える星雲とは全く関係のない多くのウォルフ・ライエ星があることも知られていた。
ヘリウムに加え、カーライル・ビールズは、ウォルフ・ライエ星のスペクトル中に炭素、酸素、窒素の輝線があることを明らかにした。1938年、国際天文学連合は、スペクトル中で窒素の輝線か炭素と酸素の輝線かのどちらが相対的に支配的であるかを基準として、ウォルフ・ライエ星をWN型とWC型に区分した。
1969年には、強いO VIの輝線を持ついくつかのCSPNeが新たな「O VI系列」あるいはOVI型としてとしてグループ化された。これらの星は後に典型的なウォルフ・ライエ星と区別して[WO]星と呼ばれるようになった。少し後に惑星状星雲と関連性のない似たスペクトルを持つ星が報告され、最終的に種族Iのウォルフ・ライエ星にもWO型の分類が採用された。

## 分類

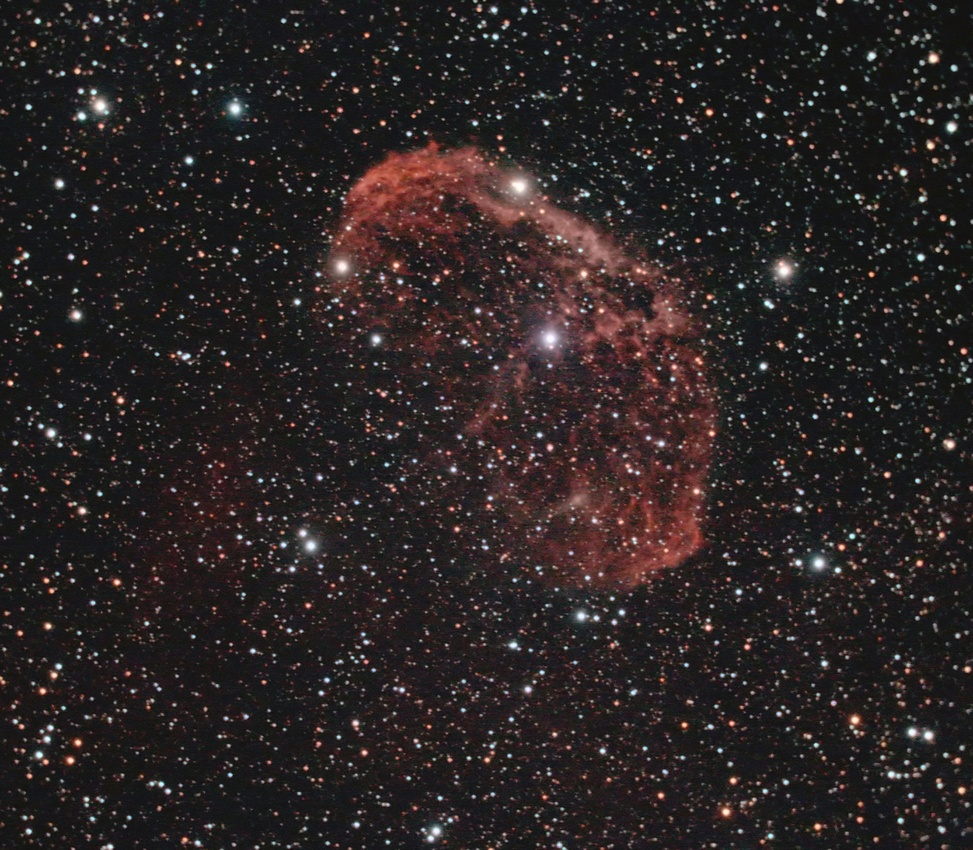
WR 136はWN6に分類されるウォルフ・ライエ星で、赤色超巨星期に放出した大気が高温高速の恒星風で衝撃を受け、散光星雲NGC 6888（通称「三日月星雲」）を形成している。

ウォルフ・ライエ星は、そのスペクトルにヘリウム、窒素、炭素、ケイ素、酸素の強く幅の広い輝線が含まれること、および水素の輝線が弱いか全く存在しないことに基づいて分類された。最初の分類法では、電離された窒素 (N III, N IV, N V) が支配的な輝線を持つ星と、電離された炭素 (C III, C IV) や酸素 (O III - O VI) が支配的な輝線を持つ星に分けられ、それぞれWN型とWC型と呼ばれた。WN型とWC型は、541.1nmのHe IIと587.5nmのHe I線の相対強度に基づいて、さらにWN5 - WN8とWC6 - WC8の温度系列に細分化された。電離された酸素の輝線が炭素の輝線より支配的となるような高温の星はWO型としてWC型と区別されているが、元素の構成に違いはないと見られている。正式には、WC型とWO型は、C  IIIの輝線の有無で区別されている。また、一般的にWC型のスペクトルには、WO型のスペクトルに強く見られるO VI線がない。
同じスペクトル分類でも、高温のWRのサブクラスは「早期型 (early, E)」、低温のサブクラスは「晩期型 (late, L)」として表される。WNEとWCEは早期型のスペクトルを、WNLとWCLは晩期型のスペクトルを示しており、その境界線はおよそ6か7の辺りとされる。なお晩期型のWO型星は存在しない。WNE星は水素が少ない傾向が強く、WNL星のスペクトルには水素線が含まれていることが多い。

### WN型
WN型のスペクトル系列は、さらにWN2 - WN9へと拡張され、その定義もN III線における463.4 - 464.1 nmと531.4 nm、N IV線における347.9 - 348.4 nmと405.8 nm、および V線における460.3 nm、461.9 nm、493.3-494.4 nmの、相対的な強さに基づいて洗練された。これらの線はヘリウム輝線が強くまた変動している波長領域から外れており、線の強度は温度とよく相関している。WN2 - WN5の星は「早期型 (early) 、WNE」、WN7 - WN9の星は「晩期型 (late) 、WNL」に分けられる。WN6は早期と晩期の両方に跨っている。WN型とOfpe型との中間的なスペクトルを持つ恒星はOfpe/WN9と分類されてきたが、WN10やWN11というクラスが使われることもある。水素の輝線が存在するWN星には h、水素の輝線と吸収線が共に存在するWN星には ha の接尾辞が使われることもある。
| スペクトル型 | 旧基準                        | 改訂後の基準                                 | その他の特徴                                            |
| ------------ | ----------------------------- | -------------------------------------------- | ------------------------------------------------------- |
| WN2          | N Vは弱いか無い               | N VとN IVは無い                              | He IIが強く、He Iはない                                 |
| WN2.5        | N Vはあるが、N IVを欠く       | 廃止されたクラス                             |                                                         |
| WN3          | N IV ≪ N V、N IIIは弱いか無い | He II/He I > 10, He II/C IV > 5              | 特異なプロファイル、予測不可能なN Vの強さ               |
| WN4          | N IV ≈ N V、N IIIは弱いか無い | 4 < He II/He I < 10, N V/N III > 2           | C IVの存在                                              |
| WN4.5        | N IV > N V、N IIIは弱いか無い | 廃止されたクラス                             |                                                         |
| WN5          | N III ≈ N IV ≈ N V            | 1.25 < He II/He I < 8, 0.5 < N V/N III < 2   | N IV または C IV > He I                                 |
| WN6          | N III ≈ N IV、N Vは弱い       | 1.25 < He II/He I < 8, 0.2 < N V/N III < 0.5 | C IV ≈ He I                                             |
| WN7          | N III > N IV                  | 0.65 < He II/He I < 1.25                     | 弱いP-CygプロファイルのHe I、He II > N III、C IV > He I |
| WN8          | N III ≫ N IV                  | He II/He I < 0.65                            | 強いP-CygプロファイルのHe I、He II ≈ N III、C IVは弱い  |
| WN9          | N III > N II、N IVは無い      | N III > N II、N IVは無い                     | P-CygプロファイルのHe I                                 |
| WN10         | N III ≈ N II                  | N III ≈ N II                                 | バルマー線、P-CygプロファイルのHe I                     |
| WN11         | N IIIは弱いか無い、N IIの存在 | N III ≈ He II、N IIIは弱いか無い             | バルマー線、P-CygプロファイルのHe I、Fe IIIの存在       |

#### WNh型
水素を持たない晩期型WN星や、WN5のように水素を持つWN星も存在するが、以前はまとめてWNL星と呼ばれていた。スペクトルに水素線を持つ晩期型のWN星は水素を持たないウォルフ・ライエ星とは異なる進化のステージにあるとする理解が進んだことから、これらの星を一般のWN星と区別するためにWNh型という用語が導入された。現在知られている質量の大きな恒星の多くがWNh型星であり、例えばR136a1やNGC 3603-A1などにはスペクトルに水素の線が見られる。このことは、これらの恒星がウォルフ・ライエ星としての性質を持ちながらも、水素の外層が存在する比較的若い星であることを示唆している。このような若いWN型ウォルフ・ライエ星には、典型的なWN型と区別するためにWNh型という分類が用いられる。

#### WNha型
WNha型のウォルフ・ライエ星は、若く大質量の星団で観測される。「ha」という接尾辞は、水素が吸収線と輝線の両方で見られることを示す。これらの星は、標準的な分光学的な観点からするとWN型の中・晩期の特徴を持つが、実際にはヘリウム燃焼の段階にある典型的なWN星ではなく、比較的早い進化段階にあって強い恒星風を発している大質量のO型星であると考えられている。その初期質量は65 - 110太陽質量にも及ぶ大質量星にも及び、現段階でも中心核では水素核融合が続いているとされる。

#### Slash stars
似たような表面温度を持つO型星とウォルフ・ライエ星との区別は、電離されたヘリウム、窒素、炭素、酸素の強い輝線があるかどうかにかかっているが、スペクトルの特徴が中間的であったり、紛らわしかったりする星も数多くある。例えば、高光度のO型星ではヘリウムや窒素の輝線が見られるのに対して、一部のウォルフ・ライエ星では水素の輝線や弱い輝線、さらには吸収成分が見られるものもある。これらの星には、O3 If*/WN6のようなスペクトル型が与えられ、「Slash star」と呼ばれている。
O型の超巨星は、ヘリウムや窒素の輝線や吸収線の輝線成分を発生させることがある。これらは、この型の星に特有のスペクトル特異性を表す接尾辞で示される。
- f は N iii と He ii の輝線を持つ
- f* は N と He の輝線を持ち、N iv が N iii よりも強い。
- f+ は N と He に加えて、Si iv の輝線を持つ
- ()は、輝線ではなく He ii の吸収線を持つ （例 (f)）
- (()) は、He ii の強い吸収線と、N iii の薄い輝線を持つ（例 ((f+))

これらの接尾辞は、pやaなどの一般的なスペクトル型修飾子と組み合わせることもできる。一般的な組み合わせとして、OIafpe や OIf*、Ofpe などがある。1970年代には、純粋に吸収線を持つO型から一義的なウォルフ・ライエ星までスペクトルの連続性が存在することが認識されていたが、一部の中間星にO8Iafpe か WN8-aかどちらのスペクトル型が与えられるべきかははっきり決められていなかった。この状況に対処するため、スラッシュ表記が提案され、例えば Sk−67°22 には O3If*/WN6-A というスペクトル型が割り当てられた。OIf*、OIf*/WN と WN型 を区別する基準は一貫性を持つように改善された。Slash star分類は、HβにP Cygniプロファイルが見られるときに使われる。Hβ線は、O型超巨星では吸収線として、WN星では輝線として現れる。
Slash star のスペクトル型は、各タイプの標準星を基に、窒素の463.4 - 464.1 nm、405.8 nm、と 460.3-462.0 nm の輝線を基準として決められる。
| スペクトル型 | 標準星     | 規準                      |
| ------------ | ---------- | ------------------------- |
| O2If*/WN5    | Melnick 35 | N iv ≫ N iii, N v ≥ N iii |
| O2.5If*/WN6  | WR 25      | N iv > N iii, N v < N iii |
| O3.5If*/WN7  | Melnick 51 | N iv < N iii, N v ≪ N iii |

Ofpe/WN星には、別のSlash star用のスペクトル型が使われている。これらの星は、O型超巨星のスペクトルに加えて、窒素とヘリウムの輝線とP Cygniプロファイルを持っている。あるいは、電離レベルが異常に低く、水素があるWN星と考えることもできる。これらの星のスラッシュ表記は議論の的になっており、ウォルフ・ライエ星の窒素系列をWN10とWN11に拡張するという代替案もあった。別の著者はWNha表記を好んで使い、例えばWR 108はWN9haとした。最近の推奨は、447.1nmのHe i線が吸収線である場合は O8Iaf のようなO型スペクトルを使用し、線がP Cygniプロファイルを持っている場合には WN9h または WN9ha のWN型を使用することである。しかし、Ofpe/WNのスラッシュ表記やWN10、WN11の分類は現在でも広く使われている。
O型星とウォルフ・ライエ星の両方の特徴を含むスペクトルを持つ星の第三のグループが確認された。大マゼラン雲にある9つの星が、WN3とO3Vの両方の特徴を含むスペクトルを持っているが、連星系のようには見えない。小マゼラン雲にあるウォルフ・ライエ星の多くは、かなり初期のWNスペクトルと高い励起吸収スペクトルを持っている。これらは、典型的なWN星に繋がるミッシングリンクであるか、低質量の伴星による潮汐剥離の結果であるか、いずれかの可能性が示唆されている。

### WC型
WC型のスペクトル系列は WC4 - WC11 に拡張されたが、いくつかの古い論文では WC1 - WC3 も使用されていた。WCのサブタイプを区別するために使用される主な輝線は、C II (426.7 nm) 、C III (569.6 nm)、C III/IV (465.0 nm) 、C IV (580.1-581.2 nm)、および O V（および O III）ブレンド (557.2-559.8 nm) である。WC10とWC11を含む形で系列が拡張され、サブクラスの基準は主に、炭素と酸素の存在量のばらつきに関係なく電離度に依存して決まる炭素線の相対的な強さに基づいて定量化された。
| スペクトル型 | 旧基準                                      | 定量的基準               | 定量的基準             | その他の特徴             |
| スペクトル型 | 旧基準                                      | 主                       | 副                     | その他の特徴             |
| ------------ | ------------------------------------------- | ------------------------ | ---------------------- | ------------------------ |
| WC4          | C IV は強く、C II は弱い O V は中程度       | C IV/C III > 32          | O V/C III > 2.5        | O VI は弱いか無い        |
| WC5          | C III ≪ C IV, C III < O V                   | 12.5 < C IV/C III < 32   | 0.4 < C III/O V < 3    | O VI は弱いか無い        |
| WC6          | C III ≪ C IV, C III > O V                   | 4 < C IV/C III < 12.5    | 1 < C III/O V < 5      | O VI は弱いか無い        |
| WC7          | C III < C IV, C III ≫ O V                   | 1.25 < C IV/C III < 4    | C III/O V > 1.25       | O VI は弱いか無い        |
| WC8          | C III > C IV, C II は無く、O V は弱いか無い | 0.5 < C IV/C III < 1.25  | C IV/C II > 10         | He II/He I > 1.25        |
| WC9          | C III > C IV, C II は有り、O V は弱いか無い | 0.2 < C IV/C III < 0.5   | 0.6 < C IV/C II < 10   | 0.15 < He II/He I < 1.25 |
| WC10         |                                             | 0.06 < C IV/C III < 0.15 | 0.03 < C IV/C II < 0.6 | He II/He I < 0.15        |
| WC11         |                                             | C IV/C III < 0.06        | C IV/C II < 0.03       | He II は無い             |

### WO型
WO星では、C IV (580.1 nm) 、O IV (340.0 nm) 、O V（およびO III）ブレンド (557.2-559.8 nm) 、O VI (381.1-383.4 nm) 、O VII (567.0 nm) 、O VIII (606.8 nm) が主な輝線として用いられている。この系列はWO5型を含むように拡張され、O VI/C IVとO VI/O Vの相対強度に基づいて定量化された。後に、典型的なウォルフ・ライエ星から惑星状星雲の中心星 (CSPNe, center stars of planetary nebulae) にわたって矛盾のないようにスキームが再設計され、WO5のクラスを廃止しWO1からWO4までの系列に戻され、区分が調整された。
| スペクトル型 | 旧基準                         | 定量的基準           | 定量的基準             | その他の特徴 |
| スペクトル型 | 旧基準                         | 主                   | 副                     | その他の特徴 |
| ------------ | ------------------------------ | -------------------- | ---------------------- | ------------ |
| WO1          | O VII ≥ O V、O VIIIの存在      | O VI/O V > 12.5      | O VI/C IV > 1.5        | O VII ≥ O V  |
| WO2          | O VII < O V、C IV < O VI       | 4 < O VI/O V < 12.5  | O VI/C IV > 1.5        | O VII ≤ O V  |
| WO3          | O VIIは弱いか無い、C IV ≈ O VI | 1.8 < O VI/O V < 4   | 0.1 < O VI/C IV < 1.5  | O VII ≪ O V  |
| WO4          | C IV ≫ O VI                    | 0.5 < O VI/O V < 1.8 | 0.03 < O VI/C IV < 0.1 | O VII ≪ O V  |

### 接尾辞
最新の詳細な研究により、主となるスペクトル分類に以下の接尾辞を付けることで、スペクトルの特徴を追加して示すことができるようになった。
- h : 水素の輝線の存在を示す。
- ha : 水素の輝線と吸収線の存在を示す。
- w : 線が弱いことを示す。
- s : 線が強いことを示す。
- b : 線の幅が広く強いことを示す。
- d : ダストの存在を示す。変光 (variable) があれば vd、周期性 (periodic) があれば pd、一時的 (episodic) であれば ed と表すこともある。

ウォルフ・ライエ星のスペクトル分類は、密度の高い星雲やダスト、連星系の伴星などとの関連性が高いため、複雑なものとなっている。"+OB" という接尾辞は、より普通の伴星による吸収線の存在を示すために用いられ、起源不明の吸収線の存在には "+abs "が用いられている。

### その他の分類
惑星状星雲の中心星 (CSPNe) のスペクトル型は、角括弧で囲んで示す (例: [WC4] )。これらはほとんどがWC系列で、既知の[WO]星は、炭素系列のホットな延長線上にある。また、最近発見されたばかりの[WN]型や[WC/WN]型も少数ながら存在する。これらの星の形成メカニズムはまだ明らかになっていない。CSPNe の表面温度は、種族IのWR星に比べて両極端な傾向があるため、[WC2]や[WC3]がよく見られる一方で、その系列は[WC12]にまで拡張されている。[WC11]と[WC12]は輝線が細く、He IIとC IV線がない特徴的なスペクトルを持っている。

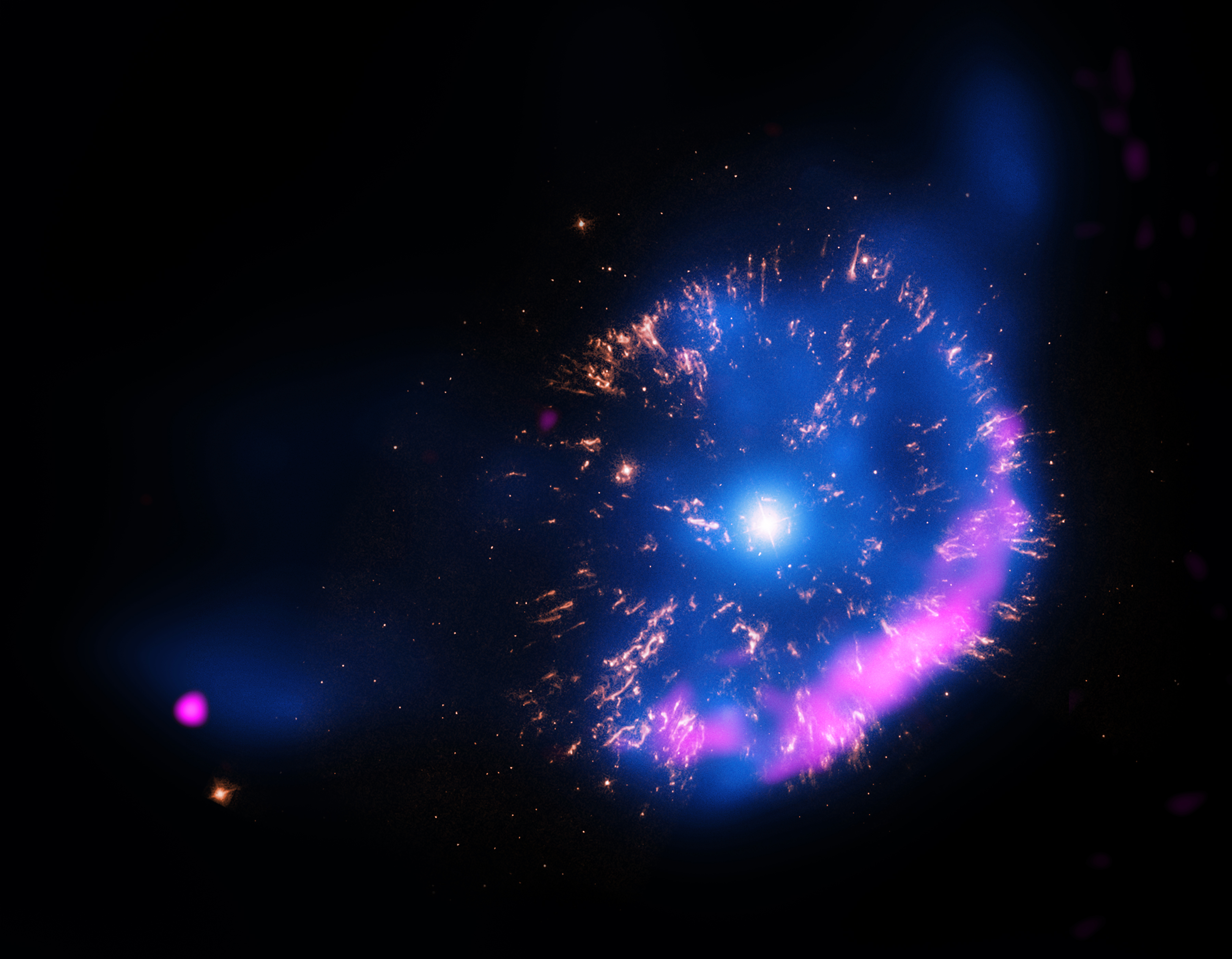
ウォルフ・ライエ星のようなスペクトルの特徴を見せた新星ペルセウス座GK星 (Nova Persei 1901)。

ピーク光度を迎える前に観測された超新星の中には、WRスペクトルを示すものがある。これは、超新星爆発によって生じる、急速に膨張するヘリウムリッチな放出物が、極端なウォルフ・ライエ星の恒星風とよく似ていることによるものである。WRスペクトル的な特徴は数時間しか続かず、高電離の状態は光度最大になるとフェードアウトし、弱い中性水素とヘリウムの輝線だけが残り、伝統的な超新星スペクトルに置き換わる。これらのスペクトルには、"XWN5(h)" のように "X "のラベルを付けることが提案されている。古典新星もまた、ウォルフ・ライエ星のような広い輝線帯からなるスペクトルを形成する。これは超新星と同じ物理的メカニズム、すなわち、非常に高温の中心天体の周りで密度の高いガスが急激に膨張することによって引き起こされている。

## 特徴
ウォルフ・ライエ星は、超大質量星の進化の正常な段階であり、ヘリウムと窒素（WN系列）、炭素（WC系列）、酸素（WO系列）の強く幅の広い輝線が見られる。その強い輝線のため、近傍の銀河でも確認することができる。我々の天の川銀河には約500個のウォルフ・ライエ星がカタログ化されている。銀河平面上にあるこの種の天体の発見に特化した近赤外線での光学的・分光学的サーベイの結果、2010年代にこの数は劇的に増加している。局所銀河群の他の銀河では、大小マゼラン雲で166個、さんかく座銀河で206個、アンドロメダ銀河で154個と、合計1,000個に満たないと予想されている。局所銀河群以外の銀河では、全銀河のサーベイによって数千個のウォルフ・ライエ星やその候補天体が見つかっている。例えば、M101では、21等から25等の範囲で1,000個以上のウォルフ・ライエ星が検出されている。ウォルフ・ライエ星は、特にスターバースト銀河やウォルフ・ライエ銀河に多いと考えられている。
この特徴的な輝線は、非常に高温の光球を包んでいる高密度で高速の恒星風領域で形成される。この領域では溢れるように紫外線が生じ、輝線形成風域に蛍光を発生させる。この放出過程では、最初にCNOサイクルで水素が燃焼して生じる窒素に富んだ生成物（WN型）、次いでヘリウム燃焼で生じる炭素に富んだ層（WC型やWO型）が、次々と露わにされていく。
| スペクトル型 | 表面温度 (K) | 半径 (R☉) | 質量 (M☉) | 光度 (L☉) | 絶対等級 | 例          |
| ------------ | ------------ | --------- | --------- | --------- | -------- | ----------- |
| WN2          | 141,000      | 0.89      | 16        | 280,000   | -2.6     | WR 2        |
| WN3          | 85,000       | 2.3       | 19        | 220,000   | -3.2     | WR 46       |
| WN4          | 70,000       | 2.3       | 15        | 200,000   | -3.8     | WR 1        |
| WN5          | 60,000       | 3.7       | 15        | 160,000   | -4.4     | WR 149      |
| WN5h         | 50,000       | 20        | 200       | 5,000,000 | -8.0     | R136a1      |
| WN6          | 56,000       | 5.7       | 18        | 160,000   | -5.1     | CD Crucis   |
| WN6h         | 45,000       | 25        | 74        | 3,300,000 | -7.5     | NGC 3603-A1 |
| WN7          | 50,000       | 6.0       | 21        | 350,000   | -5.7     | WR 120      |
| WN7h         | 45,000       | 23        | 52        | 2,000,000 | -7.2     | WR 22       |
| WN8h         | 40,000       | 22        | 39        | 1,300,000 | -7.2     | WR 124      |
| WN9h         | 35,000       | 23        | 33        | 940,000   | -7.1     | WR 102ea    |

WNh星は、水素を欠くWN星とは全く異なる天体であることがわかる。スペクトルが似ていることを除けば、WNh星はより重く、より大きく、既知の恒星で最も明るい星々である。天の川銀河内のWNh星は、大小マゼラン雲のWNh5星とほぼ同じくらい早い時期に発見されている。WNh星のスペクトルに見られる窒素は、CNOサイクルで核融合されたものが、中心核の水素核融合の段階で自転と対流による混合によって恒星の表面に浮き上がってきたものであり、中心核でヘリウム核融合が始まった段階で外層が失われたものではない。
| スペクトル型 | 表面温度 (K) | 半径 (R☉) | 質量 (M☉) | 光度 (L☉) | 絶対等級 | 例        |
| ------------ | ------------ | --------- | --------- | --------- | -------- | --------- |
| WO2          | 200,000      | 0.7       | 19        | 630,000   | -1.7     | WR 142    |
| WC4          | 117,000      | 0.9       | 10        | 158,000   | -4.0     | WR 143    |
| WC5          | 83,000       | 3.2       | 12        | 398,000   | -4.1     | はえ座θ星 |
| WC6          | 78,000       | 3.6       | 14        | 501,000   | -4.3     | WR 45     |
| WC7          | 71,000       | 4.0       | 11        | 398,000   | -4.2     | WR 86     |
| WC8          | 60,000       | 6.3       | 11        | 398,000   | -4.5     | ほ座γ2星  |
| WC9          | 44,000       | 8.7       | 10        | 251,000   | -6.1     | WR 104    |

いくつかのWC星では、特に晩期型では、ダストの生成が目立っている。これは通常、連星系で見られる特徴であり、よく知られた連星系WR 104のように、ペアとなる星同士の恒星風が衝突して生じるものである。しかしながら、この過程は単独星にも見られる。
惑星状星雲の中心星のおよそ1割は、通常は0.6 M☉程度と軽い質量しか持っていないにもかかわらず、観測上はWR型の特徴（ヘリウム、炭素、酸素の幅の広い輝線）を示すものがある。[WR] と呼ばれるこれらの天体は、進化した低質量星の末裔であり、WR型の大半を占める非常に若く質量の大きな種族Iの恒星ではなく、白色矮星に近い天体である。これらの天体は、現在では一般的にウォルフ・ライエ星と呼ばれるクラスから除外されており、「ウォルフ・ライエ型星 (
Wolf-Rayet-type star)」と呼ばれている。

### 金属量
ウォルフ・ライエ星の数や性質は、その前駆星の化学組成によって異なる。この違いの主な原因は、金属量の違いによる質量損失の比率である。金属量が高いほど質量損失が大きくなり、大質量星の進化とウォルフ・ライエ星の性質にも影響を与えることとなる。質量損失が大き過ぎると、鉄の中心核が成長して崩壊する前に外層が失われてしまうため、質量の大きな赤色超巨星は超新星として爆発する前に高温に戻ってしまい、最も質量の大きな恒星ではその進化の過程で赤色超巨星に進化することはない。ウォルフ・ライエ段階では、質量損失が大きくなると、対流コアの外側の層の消耗が激しくなり、表面の水素の存在量が減少し、ヘリウムがより急速に剥がれ落ちてWC型スペクトルを見せるようになる。
このような傾向は、局所銀河群の様々な銀河で観測されており、天の川銀河内では太陽系に近いレベル、アンドロメダ銀河ではやや低いレベル、大マゼラン雲ではさらに低いレベル、小マゼラン雲でははるかに低いレベルと、金属量にばらつきが見られる。個々の銀河の中でも金属量の違いが見られ、さんかく座銀河と天の川銀河では銀河の中心に近い方が高い金属量を示し、アンドロメダ銀河では銀河ハローよりも銀河円盤の方が高い金属量を示している。また、小マゼラン雲は恒星形成率に比べてウォルフ・ライエ星が少なく、WO星1つを除いてWC星が全くないのに対し、天の川銀河はWN星とWC星の数がほぼ同数で、ウォルフ・ライエ星の総数が多く、その他の主要な銀河ではWC星よりWN星のほうが多く、ウォルフ・ライエ星の総数がやや少ない。大マゼラン雲と、特に小マゼラン雲のウォルフ・ライエ星は輝線が弱く、恒星大気中の水素比率が高くなる傾向がある。小マゼラン雲のウォルフ・ライエ星はそのほとんどが、恒星風が弱くその光球を完全に隠し切れていないため、早期型スペクトルの星でも水素の輝線や吸収線まで示す。
赤色超巨星期を経てWNL星に戻ることができる主系列星の最大質量は、天の川銀河では約20 M☉、大マゼラン雲では32 M☉、小マゼラン雲では50 M☉以上と計算されている。より進化したWNE星とWC星の段階は、太陽系近辺の金属量では初期質量が25 M☉以上、大マゼラン雲では60 M☉以上の星でしか到達しない。通常の単独星の進化では、小マゼラン雲の金属量ではWNE星やWC星は生まれないと予想されている。

### 自転
質量損失は、恒星の自転速度に影響を受け、特に金属量が少ない場合はより大きな影響を受ける。自転速度が速いと、核融合の生成物が恒星内部で混合され、重元素の表面存在量が増加し、質量損失が促進される。自転は、自転していない恒星よりも長く主系列に留まらせ、赤色超巨星からより早く進化させ、大質量、高金属量、高速自転の恒星の場合には直接ウォルフ・ライエ星へ進化させることさえある。
恒星の質量が失われると角運動量も失われるため、大質量星の自転に急速にブレーキをかける。太陽に近い金属量の超大質量星は、主系列上にある間はほとんど停止した状態となるが、小マゼラン雲の金属量では、観測された中で最も質量の大きな星でも高速自転し続けることができる。このような大質量星の高速自転が、小マゼラン雲のウォルフ・ライエ星の意外な性質や数、例えば比較的高い温度や光度などの要因となっている可能性もある。

### 連星系
連星系の大質量星は、恒星風による質量損失ではなく、伴星による剥ぎ取りによってウォルフ・ライエ星に成長することがある。この過程は、個々の星の金属量や自転の影響を比較的受けず、全ての局所銀河群の銀河で一貫してウォルフ・ライエ星を生成することが予想される。結果として、連星系から生成されるウォルフ・ライエ星の割合、つまり連星に存在するウォルフ・ライエ星の数は、低金属量の環境ではより多くなると考えられる。計算によると、小マゼラン雲で観測されたウォルフ・ライエ星の連星率は98％にもなるが、大質量の伴星を持つことが実際に観測されたものは半分以下である。天の川銀河の連星率は約20％と、理論的な計算結果と一致している。

## 主系列からの進化
ウォルフ・ライエ星がどのようにして形成され、成長し、そして死ぬのかについての理論は、普通の恒星進化論に比べて研究が遅れている。ウォルフ・ライエ星は、その存在自体がまれであり、遠くにあり、しばしば覆い隠されており、21世紀になってもその生涯に数多く不明瞭な点が残されている。

### 研究史
ウォルフ・ライエ星は、19世紀以来、普通ではない特徴的な星のクラスとして明確に認識されてきたが、20世紀末まで、その性質はよく知られていなかった。1960年代以前は、その分類さえも非常にあやふやで、その性質と進化は本質的に理解されていなかった。惑星状星雲の中心星 (CSPNe) と、それよりはるかに明るい典型的なウォルフ・ライエ星の外観が非常によく似ていることが、この不確実性を助長していた。
1960年頃までには、CSPNeと大質量の明るい典型的なウォルフ・ライエ星との区別がより明確にされた。研究の結果、CSPNeは小さく密度の高い星で、その周囲を広範囲に星周物質が取り囲んでいることがわかったが、その物質が星から放出されたのか、それとも星の表面に向かって収縮しているのかはまだ明らかになっていなかった。窒素、炭素、酸素の異常なほどの豊富さと水素の欠如は認識されていたが、その理由は依然不明のままであった。ウォルフ・ライエ星が非常に若く、非常に珍しい星であることは認識されていたが、それらが主系列に向かって進化しているのか、それとも主系列から離脱しているのかはまだ議論の余地があった。
1980年代までに、ウォルフ・ライエ星は大質量のOB星が進化した姿として受け入れられたが、主系列や他の進化した大質量星との関係での正確な進化の状態はまだ不明であった。 大質量連星にウォルフ・ライエ星が多く存在し、その水素の欠乏は重力的に剥離されたものであるとする説は、ほとんど無視されたり、放棄されたりしていた。ウォルフ・ライエ星は超新星、特に新しく発見された、水素を欠くが若い大質量星と関連している可能性がありそうな、Ib型超新星の前駆天体ではないかと提案されていた。
21世紀に入る頃には、ウォルフ・ライエ星は、核の水素を使い果たし、主系列から離れ、恒星大気の大部分を放出し、ヘリウムの小さな熱い核と重い核融合生成物を残した大質量星として大方受け入れられるようになった。

### 現行のモデル
2010年代には、典型的な種族Iの恒星であるほとんどのウォルフ・ライエ星は、大質量星が進化の過程で経る通常の段階であると理解されている。この過程は、赤色超巨星や青色超巨星の段階を経た後か、超大質量の主系列星から直接か、いずれかの形で訪れる。質量の小さな赤色超巨星だけがウォルフ・ライエ星に至る前に超新星爆発を起こすと予想されており、質量の大きな赤色超巨星は恒星大気を放出して高温に戻る。黄色超巨星や高光度青色変光星の段階で超新星爆発を起こすものもあるが、多くはウォルフ・ライエ星に至る。これらの星は、水素のほとんどを失ったり、核融合したりしており、現在は中心核でヘリウムやより重い元素を、寿命の終わりのごく短い期間だけ核融合している。
大質量の主系列星は、非常に高温のコアを作り、CNOサイクルによって急速に水素を融合させ、星全体に強い対流をもたらす。この対流によってヘリウムが表面に混合され、このプロセスは自転によって増強され、コアが表面よりも高速の自転をする差動自転によって増強されうる。また、このような星では、非常に若い年齢で表面の窒素の増加が見られるが、これはCNOサイクルによる炭素と窒素の割合の変化によるものである。恒星大気中の重元素の増加と輝度の上昇によって強い恒星風が発生し、それが輝線スペクトルの原因となっている。これらの星は、十分に高温になるとOf*と呼ばれるスペクトルを形成し、恒星風がさらに強くなるとWNhスペクトルとなる。このことから、WNh星の質量と光度の高さが説明できる。これらの星は、コアの水素が枯渇してくると、やがて高光度青色変光星に成長するか、あるいは混合が十分に効率的に行われていれば (例えば、急速な自転によって)、水素を持たないWN星に直接進化するかもしれない。
ウォルフ・ライエ星は、白色矮星へと衰えていくのではなく、より激しい結末を迎える可能性が高い。そのため、初期の質量が太陽の9倍以上ある星は、必然的に超新星爆発を起こすこととなり、その多くはウォルフ・ライエ星の段階で起こる。
ウォルフ・ライエ星が低温から高温に進化し、最終的にWO星となる、という単純な進化の流れは、観測結果から支持されていない。WO星は非常に珍しい存在で、一般的なWC星よりも光度も質量も比較的大きいことが知られている。他の説明として、WO星は最大級の大質量星からのみ形成される、あるいはWC期のヘリウムコア燃焼に対してWO期はそれ以降の元素核融合に相当し、爆発するまでに数千年という非常に短い終末期の段階にある、あるいはそれら両方である、などが出されている。WO型スペクトルが純粋に高温での電離効果の結果なのか、実際の化学組成の違いを反映しているのか、程度の差はあれど両方の効果が生じているのか、未だ明らかになっていない。
| 初期質量 (M☉) | 進化系列                               | 超新星爆発のタイプ |
| ------------- | -------------------------------------- | ------------------ |
| 60倍以上      | O → Of → WNh ↔ LBV →[WNL]              | IIn                |
| 45 - 60倍     | O → WNh → LBV/WNE? → WO                | Ib/c               |
| 20 - 45倍     | O → RSG → WNE → WC                     | Ib                 |
| 15 - 20倍     | O → RSG ↔ (YHG) ↔ BSG （ブルーループ） | II-L (or IIb)      |
| 8 - 15倍      | B → RSG                                | II-P               |

略称の解説:
- O: O型主系列星
- Of: 窒素とヘリウムの輝線を見せる進化したO型星
- BSG: 青色超巨星
- RSG: 赤色超巨星
- YHG: 黄色極超巨星
- LBV: 高光度青色変光星
- WNh: 水素の輝線を持つWN星
- WNL: 晩期 WN型ウォルフ・ライエ星（およそWN6 - WN9）
- WNE: 早期 WN型ウォルフ・ライエ星 (およそWN2 - WN6)
- WC: WC型ウォルフ・ライエ星
- WO: WO型ウォルフ・ライエ星

ウォルフ・ライエ星は大質量星から形成されるが、ウォルフ・ライエ星としての姿を見せるまでの間に、進化した種族Iの星は初期質量の半分以上を失う。例えば、ほ座γ2 Aは、現在太陽の9倍程度の質量であるが、誕生時は少なくとも40M☉の質量を持っていたとされる。高質量星は、形成される頻度が低く、寿命が短いため、非常に珍しい星である。このことは、ウォルフ・ライエ星自体が、最も質量のある主系列星からしか形成されず、ウォルフ・ライエ星である期間が大質量星の一生の中でも比較的短いフェーズであることから、極めて珍しい存在であることを意味している。これはまた、Ib/Ic型超新星がII型に比べて一般的ではない理由でもある。
WNh型星は、分光学的には似ているものの、実際には恒星大気を放出し始めたばかりの進化の浅い星であり、例外的に初期質量の多くを残している。既知の質量最大級の恒星は、O型主系列星ではなくWNh型星である。このような星は、星が形成されてから数千年後、おそらく周囲のガス雲を通して見えるようになる前までに、ヘリウムと窒素を表面に見せるようになる、というのが想定される状況である。別の説明としては、これらの星は質量が大き過ぎて通常の主系列星としては形成できないため、より極端過ぎないサイズの星が合体して生まれた結果である、とするものもある。
観測されたウォルフ・ライエ星の数や種類を単独星の進化だけでモデル化することが困難であることから、連星の重力相互作用によって起こされる質量交換が星の外層の損失を加速させることでウォルフ・ライエ星を形成するという説が有力視されている。WR 122 は、約3兆 キロメートル（約2,000天文単位）もの幅を持つ平らな円盤状のガスが恒星を取り囲んでおり、主星の外層を剥ぎ取った伴星が存在する可能性がある。

### 超新星爆発
多くのIb型/Ic型超新星の前駆天体はウォルフ・ライエ星ではないかと疑われているが、決定的な証明には至っていない。
Ib型超新星のスペクトルには水素線がない。より一般的なIc型超新星は、水素線とヘリウム線の両方を欠いている。このような超新星の前駆天体として期待されているのは、外層に水素がないか、水素とヘリウムの両方がない大質量星である。ウォルフ・ライエ星はまさにそのような天体である。すべてのウォルフ・ライエ星は水素を欠いており、WO型に至ってはヘリウムも強く欠乏している。ウォルフ・ライエ星は鉄の中心核を生成したときにコア崩壊を起こすと予想されており、その結果として生じる超新星爆発はIb型やIc型になると考えられている。場合によっては、鉄のコアが崩壊して直接ブラックホールになり、目に見える爆発が起こらない可能性もある。
ウォルフ・ライエ星はその高温のために非常に明るいが、特に超新星の前駆天体となるような高温のものでは、視覚的には明るくない。理論的には、これまでに観測されたIb/Ic型超新星の前駆天体は、検出できるほど明るくはないと考えられ、それらの前駆天体の性質に制約をかける。超新星iPTF13bvnの位置で消えてしまった前駆天体は、単独のウォルフ・ライエ星である可能性もあるが、他の解析では、外層を剥ぎ取られた星や強ヘリウム星などより小ぶりの大質量連星系のほうがもっともらしいとされる。他にウォルフ・ライエ星が前駆天体となった可能性のある超新星はSN 2017einだけであり、前駆天体が単独のウォルフ・ライエ星なのか、それとも連星系なのかは不明である。